# Кожња
Кожња (алб. Kozhnjë) је насељено место у општини Велика Малесија у округу Скадар, Албанија. Према попису из 1989. године било је 138 становника.
Кожња су једно од насеља малисорског племена Клименти и његовог рода Вукли. Српски етнолог Андрија Јовићевић, 1923. године наводи да Кожња има 6 кућа.